# Мальчик с собакой
«Мальчик с собакой» — картина испанского живописца Бартоломе Эстебана Мурильо из собрания Государственного Эрмитажа.
На картине изображён смеющийся мальчик, в его руке корзина с пустым глиняным кувшином. Он смотрит на небольшую собаку, расположенную в левом нижнем углу.
Картина написана во второй половине 1650-х годов, хотя некоторые исследователи её датируют около 1660 года. Но в Эрмитаже придерживаются первой даты. Мотивируется это тем, что живописная манера в этой работе отличается от поздних работ Мурильо, «здесь ещё нет мягкости контуров и сложной градации валеров. Одежда написана плотно, текучим мазком». Л. Л. Каганэ проводит параллели между «Мальчиком с собакой» и картинами Мурильо «Мальчик-нищий» (Лувр) и «Мальчики, поедающие дыню и виноград» (Старая пинакотека в Мюнхене) и считает, что эрмитажный «Мальчик» был написан позже этих работ. Отдельно она акцентирует отсутствие «утрированной миловидности», которая впоследствии появится в работах Мурильо.
У «Мальчика с собакой» есть парная картина «Девочка с цветами и фруктами». Обе картины связаны между собой композиционно и стилистически, и вместе они составляют единственный сохранившийся пример парных жанровых работ Мурильо.
Ранняя история картины неизвестна. Предполагается, что она вместе с парной «Девочка с цветами и фруктами» в конце XVII века находилась в собрании Николаса Омасура, по крайней мере в описи его коллекции, составленной в 1690 году, указаны «Два других маленьких полотна, на одном написан озорник с собачкой; а на другом девочка с лукошком с цветами, оба оригиналы Мурильо». Обе картины значатся и в посмертной описи коллекции Омасура 1698 года, но в описи указаны размеры картин — «три четверти вары высотой и половина вары шириной». Каганэ указывает, что 1 вара — около 83 см, соответственно размер картин составляет примерно 63 × 42 см, а размер картин из Эрмитажа и Пушкинского музея составляет 70 × 60 см. Она предположила, что, поскольку во второй описи у картин Омасура упомянуты «широкие резные рамы», то, возможно, они закрывали часть живописного поля и, соответственно, замеры картин делались по их открытой части. В подтверждение своей гипотезы она указывает, что в описи 1690 года упомянута собака, а в описи 1698 года про собаку нет ни слова.
В середине XVIII века обе картины находились в собрании герцога Шуазеля в Париже и по поручению императрицы Екатерины II были приобретены Д. Дидро для Эрмитажа с аукциона в 1772 году. Картина выставляется в здании Нового Эрмитажа в зале 239 (Испанский просвет). «Девочка с цветами и фруктами» в 1930 году была передана из Эрмитажа в собрание Государственного музея изобразительных искусств имени А. С. Пушкина.
Хранитель испанской живописи в Государственном Эрмитаже Л. Л. Каганэ, анализируя картину, писала:

Очень благороден колорит картины, сочетающий оттенки зелёного, голубого, серого, коричневого цветов. <…> Одежда написана плотно, пастозно, хорошо передана фактура тяжёлой, грубой ткани. По манере исполнения эта живопись близка ещё старой, севильской, сурбарановской, традиции. Но, в отличие от ранних бодегонес с их глухими, тёмными фонами, здесь фон светлый, действие происходит в пейзаже. Мурильо передаёт прозрачность воздуха, растворяющуюся в дымке даль. Атмосферный эффект усиливается сопоставлением фона с одеждой.

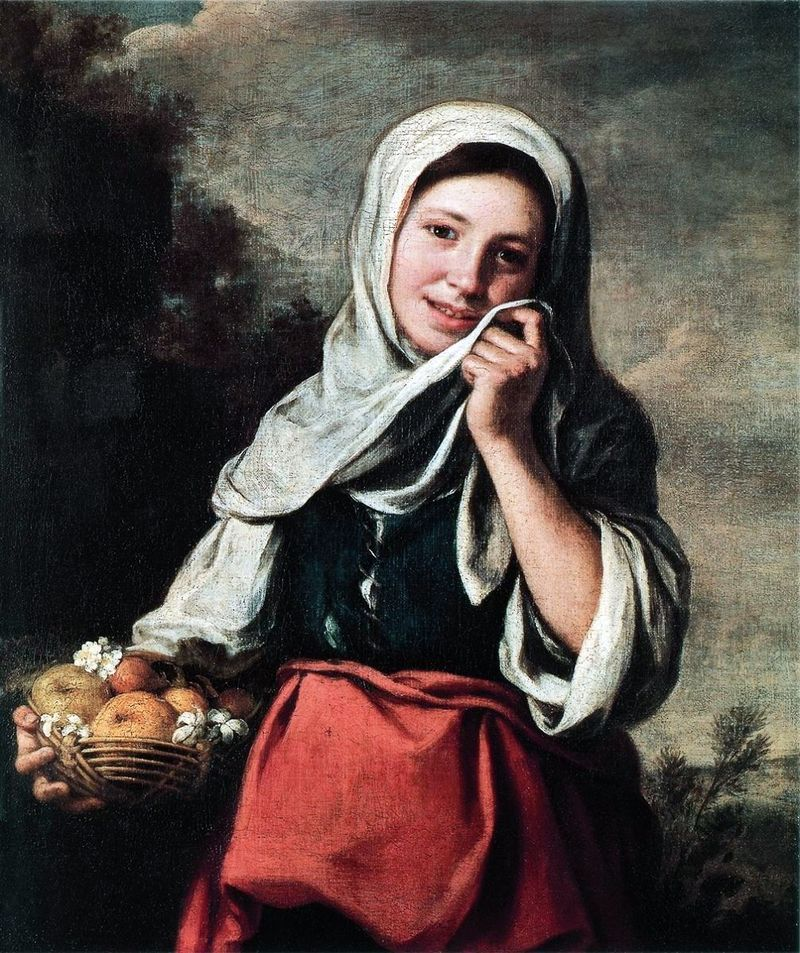
Мурильо. «Девочка с цветами и фруктами». Пушкинский музей
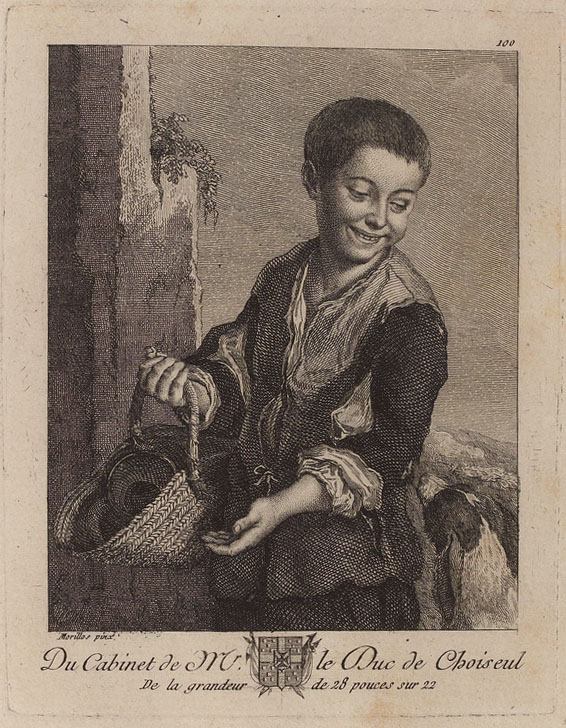
Гравюра 1771 года из описи собрания Шуазеля
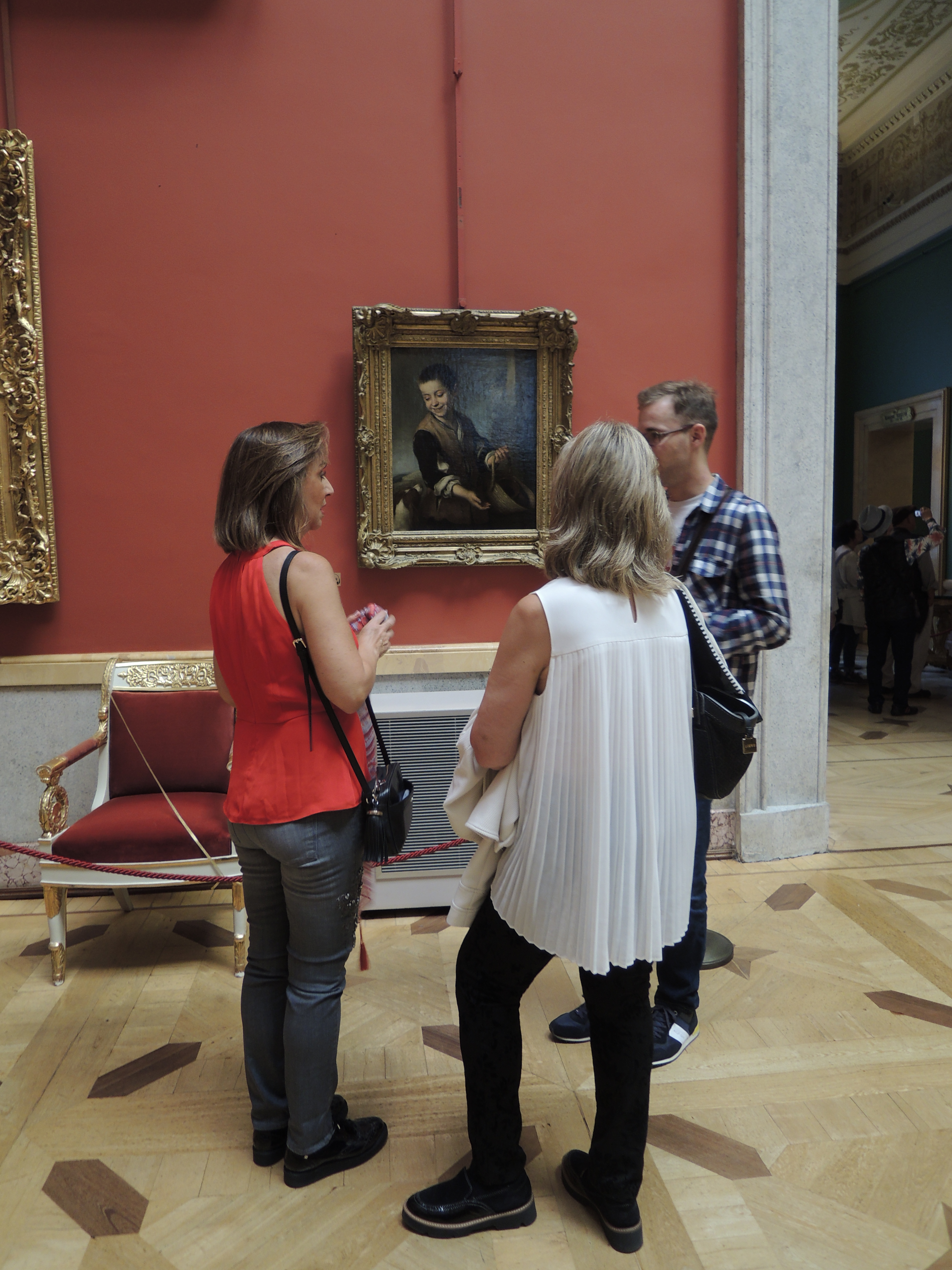
Картина в Испанском просвете Нового Эрмитажа
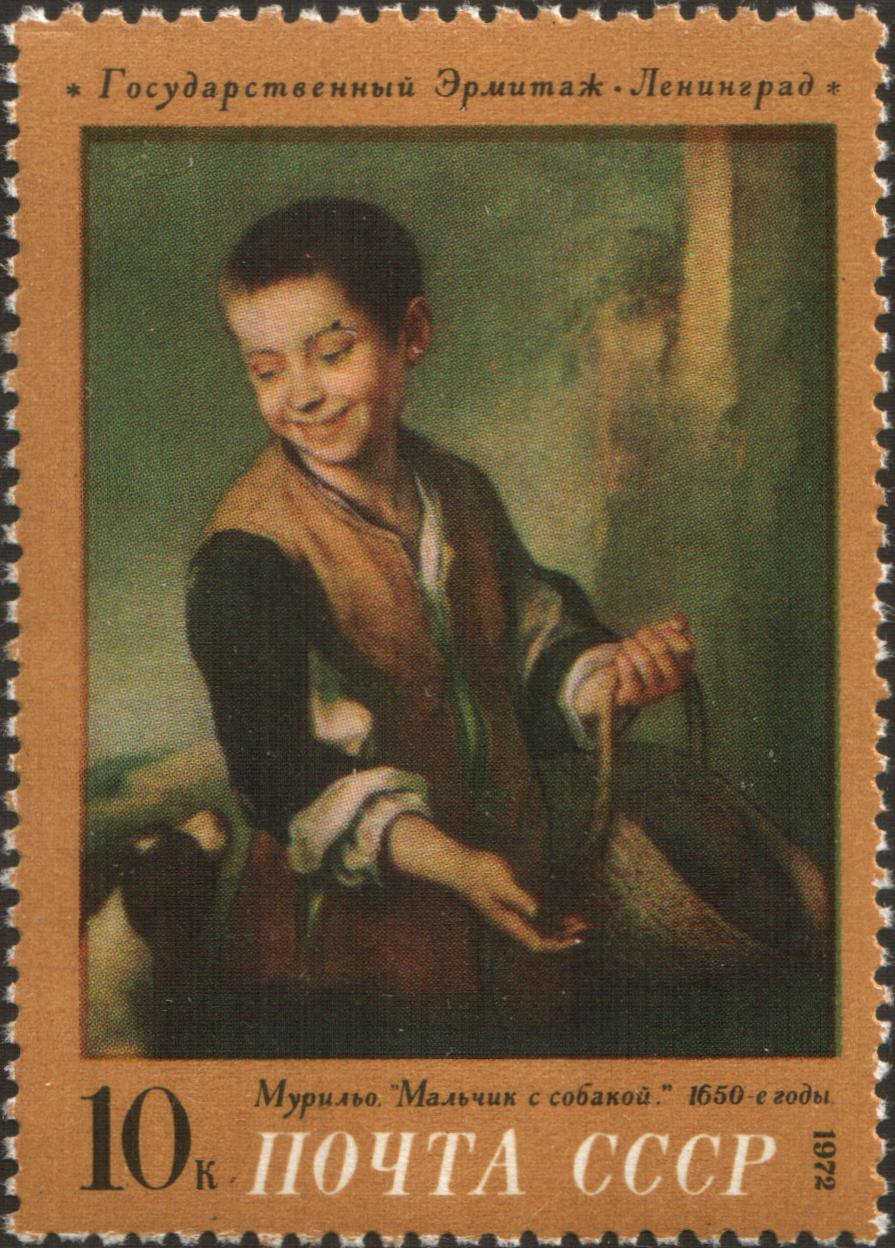
Почтовая марка СССР с репродукцией картины
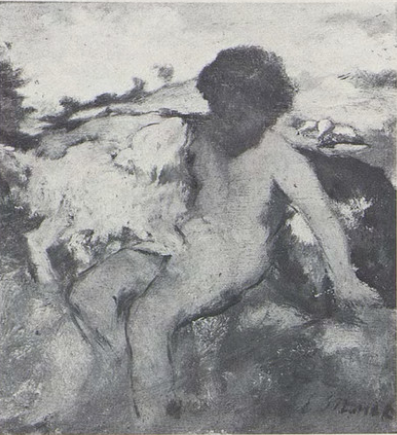
Э. Мане. «Мальчик с собакой» (местонахождение неизвестно)

В 1771 году, перед аукционом Шуазеля, с «Мальчика с собакой» К. В. Вейсбродом была снята гравюра (в зеркальном отображении), опубликованная в описи собрания Шуазеля под № 100. В 1793 году с картин Я. Якимовичем были сняты копии для Императорской шпалерной фабрики в Санкт-Петербурге; дальнейшая судьба этих копий неизвестна, равно неизвестно, были ли вытканы по ним шпалеры. На протяжении XIX века с «Мальчика…» было снято еще несколько гравюр, как отдельных листов, так и так и опубликованных в изданиях, посвящённых Эрмитажу. По одной из таких гравюр Э. Мане сделал свою гравюру и затем, около 1861 года, на сходный мотив написал небольшую картину «Мальчик с собакой» (холст, масло; 19 × 17 см, в начале XX века находилась в частной коллекции в Париже, дальнейшая судьба картины не установлена).
В 1972 году Министерством связи СССР была выпущена почтовая марка с репродукцией этой картины, номинал марки — 10 копеек (№ 4158 по каталогу ЦФА).